# Stannabenzen
Stannabenzen (C5H6Sn) je organická sloučenina odvozená od benzenu náhradou jednoho uhlíku atomem cínu. Samotný stannabenzen byl zkoumán pomocí metod výpočetní chemie, nebyl však izolován.

## Stabilní deriváty

Stabilní derivát 2-stannanaftalenu

Byly izolovány stabilní deriváty stannabenzenu; níže zobrazený 2-stannanaftalen je stálý v inertní atmosféře při teplotách do 140 °C.
Vazba mezi atomy uhlíku a cínu je dvojicí objemných skupin, terc-butylovou a 2,4,6-tris[bis(trimethylsilyl)methyl]fenylovou (TBT), chráněn před různými reaktanty. Délky vazeb Sn-C činí 202,9 a 208,1 pm, což je méně, než u jednoduché vazby Sn-C (214 pm) a podobné jako u známých dvojných vazeb Sn=C (201,6 pm). Délky vazeb C-C se mění jen málo, mezi 135,6 a 144,3 pm, což ukazuje na aromaticitu sloučeniny.
V roce 2005 byl popsán Tbt-substituovaný 9-stannafenantren. Tato látka za pokojové teploty vytváří [4+2] cykloadukt.
Roku 2010 byl připraven Tbt-substituovaný stannabenzen. Za pokojové teploty kvantitativně tvořil dimer prostřednictvím Dielsovy–Alderovy reakce.

Příprava Tbt-substituovaného stannabenzenu; reaktanty jsou tetrahydridohlinitan lithný (2), NBS (3) a LDA (4).